# Metbroekbos
Het Metbroekbos is een 16 hectare groot bos in het natuurgebied Dal van de Ruiten Aa van de vereniging Natuurmonumenten in de gemeente Westerwolde van de Nederlandse provincie Groningen. 
Het is een loofbos, dat vooral bestaat uit zomereiken, beuken, esdoorns, zachte berken en essen en afgewisseld wordt door grasland.
Het is een van de oudste bossen van Groningen. Het Metbroekbos wordt voor het eerst genoemd in 1686. De naam komt van een samenstel van meed of made ("maaien" of "landmaat") en broek (moerasbos). Oorspronkelijk was het bos veel groter. 
Hoewel het Metbroekbos soms 'oerbos' wordt genoemd, stammen de oudste bomen in het huidige bos pas uit de 18e eeuw.